# Горкин, Зиновий Давидович
Зиновий Давидович Горкин (26 декабря 1896, Березино, Минская губерния — 16 сентября 1970, Харьков) — советский учёный в области гигиены. Доктор медицинских наук (1939), профессор (1934).

## Биография
Окончил Харьковский мед. институт (1922). В 1925—1931 — зам. директора, в 1931—1937 — директор Украинского центрального института труда и профессиональных заболеваний (Харьков). В 1938—1968 — заведующий кафедрой гигиены труда Харьковского мед. института, одновременно в 1938—1947 — декан санитарно-гигиенич. факультета.

## Научные работы
- «Врачебный контроль и врачебно-контрольные комиссии». Х., 1926;
- «О применении ультрафиолетового облучения в области гигиены труда» // Тр. Харьков. мед. ин-та. 1946. Т. 1;
- «Гигиена труда горнорудного рабочего». К., 1948;
- «Гигиена труда рабочего на пыльных производствах», 1949
- «Ультрафиолетовое облучение как фактор повышения физиологической активности при подземных работах» // ГиС. 1950. № 11;
- «Дальнейшие исследования по применению ультрафиолетовой радиации в гигиене труда и в клинике профессиональных заболевания» // Вопр. общей и частной гигиены. К., 1963.